# Броненосцы типа «Вирджиния»
Броненосцы типа «Вирджиния» (англ.  Virginia-class battleships) — серия из пяти эскадренных броненосцев, построенных для ВМФ США в 1902—1906 годах. Первые линкоры США, заложенные в XX веке. Наряду с броненосцами типа «Кирсадж», были одними из немногих кораблей, использовавших двухъярусные орудийные башни. Принимали ограниченное участие в Первой мировой войне в роли эскортных кораблей, но непосредственно в столкновениях с противником не участвовали. В 1920 году переведены в резерв, и в 1922 в соответствии с условиями Вашингтонского Договора проданы на слом.

## История
В начале XX века Конгресс США, критически оценив предшествующие классы кораблей, счёл, что американские конструкторы набрали достаточный опыт, чтобы перейти от экспериментов и опытных единиц к крупносерийной постройке современных боевых кораблей. Успешная постройка серии броненосцев типа «Мэн» позволяла предположить, что технический риск при закладке сразу крупной серии будет сведён к минимуму, и новые корабли не будут иметь существенных недостатков проекта. Кроме того, критический анализ предшествующей — интенсивной, но сумбурной — кораблестроительной деятельности США, дал неутешительный результат: за 1890—1900 год было заложено двенадцать крупных броненосцев, но лишь четыре из них были современными кораблями, пригодными для боя в открытом море. Такое положение представлялось совершенно недопустимым.
При проектировании новой серии броненосцев Конгресс вновь повысил предел разрешённого максимального водоизмещения до 15 000 тонн. Это позволило гораздо более рационально расположить конструктивные элементы, чем в предшествующих проектах. Кроме того, общая тенденция на усиление вспомогательной артиллерии в начале XX века продемонстрировала американцам, что отказ от промежуточной 203-миллиметровой артиллерии был ошибкой. Новые броненосцы должны были получить 305-миллиметровые орудия главного калибра, 203-миллиметровые — промежуточного, и 152-миллиметровые скорострельные орудия. Проблемой было лишь скомпоновать данное вооружение в ограниченном водоизмещении.

## Конструкция
Броненосцы типа «Вирджиния» были гладкопалубными высокобортными кораблями. Обе их башни главного калибра располагались на одном уровне и были подняты высоко над уровнем моря (предыдущие американские высокобортные броненосцы обычно имели кормовую башню палубой ниже носовой). В их силуэте прослеживалась стандартная для американского кораблестроения коробчатая надстройка с тремя высокими трубами и двухъярусной батареей, боевые мачты с многочисленными марсами и два мостика.

### Вооружение
В конструкции броненосцев типа «Вирджиния» американцы вновь вернулись к двухъярусным башням главного калибра. Ранее таковые уже испытывались (малоуспешно) на броненосцах типа «Кирсадж», но инженеры считали, что с новыми башнями современного образца могут быть получены лучшие результаты, чем со старыми башнями «мониторного» типа. Новая башня была подлинно двухъярусной: то есть, верхняя её часть была не надстройкой к существующей башне, как раньше, а интегральным элементом конструкции.
На нижнем ярусе башен главного калибра стояли четыре тяжёлые 305-миллиметровые 40-калиберные орудия — морские пушки, составившие основу вооружения американских броненосцев того времени. Эти орудия вполне соответствовали мировым стандартам, а опыт испано-американской войны позволил, наконец, усовершенствовать процедуры заряжания орудий и поднять скорострельность до нормативных 1,5 выстрела в минуту. Орудийные башни Mark-5, использовавшиеся на «Вирджиниях», имели несколько бо́льший угол возвышения, чем башни на «Мэнах», и могли стрелять на дистанцию до 19 000 метров (правда, управлять огнём на такой дистанции во времена их закладки было ещё невозможно). С расстояния в 10 000 метров 305-мм снаряд мог пробить 250 миллиметров гарвеированной брони.
На верхнем ярусе башен главного калибра были установлены четыре «промежуточных» 203-миллиметровых 45-калиберных орудия. Ещё четыре такие же пушки стояли побортно в двух независимых двухорудийных башнях. Это было весьма удачное для того времени орудие, способное стрелять с частотой 1-2 выстрела в минуту на дистанцию до 20 550 метров. Его 118-кг снаряд, запускаемый с начальной скоростью 818 метров в секунду, мог пробить 127 миллиметров гарвеированой брони.
Таким образом, формально бортовой залп броненосцев серии «Вирджиния» состоял из четырёх 305-миллиметровых и шести 203-миллиметровых орудий. При этом 203-миллиметровые орудия на верхнем ярусе башен главного калибра имели отличные углы обстрела. Но практические проблемы, связанные с размещением орудий на разных ярусах одной башни все равно оставались, хотя и несколько сглаженные за счет лучшего качества как башен, так и орудий, по сравнению с предшествовавшими образцами. Залпы 305-миллиметровых и 203-миллиметровых орудий приходилось синхронизировать, выстрел одновременно из четырёх стволов создавал сильное задымление перед башней. Кроме того, существовала проблема уязвимости: один удачно попавший снаряд мог разом вывести из строя четыре тяжёлых установки. Значительный вес конструкции также приводил к частым поломкам. В итоге, корабли типа «Вирджиния» оказались вторыми и последними броненосцами с двухъярусными башнями, когда-либо построенными.
Скорострельная батарея состояла из 12 6-дюймовых 50-калиберных орудий. Орудия располагались в центре корпуса, на главной палубе, в индивидуальных казематных установках — палубой ниже бортовых башен 203-миллиметровой артиллерии, что позволяло орудиям разных калибров не перекрывать друг другу сектора выстрелов. Скорострельность орудий составляла до 6 выстрелов в минуту, при дальности огня до 14 000 метров.
Противоминное вооружение состояло из восьми 76-миллиметровых орудий в бронированных казематах в оконечностях, восьми таких же орудий в надстройке, и 25 1-фунтовых орудий (уже почти бесполезных в тенденции увеличения размеров и скорости миноносцев). Торпедное вооружение было представлено четырьмя 533-мм подводными торпедными системами.

### Броневая защита
Всё бронирование кораблей было впервые выполнено из брони Круппа. Главный пояс высотой восемь футов (2,4 м — на 3 фута {0,91 м} выше ватерлинии и на 5 футов {1,5 м} ниже при нормальном водоизмещении), толщиной в цитадели 279 миллиметров и 190 мм внизу, тянулся вдоль всей ватерлинии, в оконечностях утоньшался до 76 мм и был высотой шесть футов в корме. На верхнюю кромку главного пояса опирался верхний длиной 245 футов и толщиной 152 мм, защищавший борт в цитадели (между барбетами башен главного калибра) до главной палубы.
Сверху, над верхним поясом, стояли казематы 152-мм скорострельных орудий, защищённые 152-мм броней. Бортовые башни вспомогательного калибра защищала броня 165/152/51 мм (лицо/борт/крыша), броня их барбетов была 152 мм (вперед и наружу) и 102 мм (назад и вовнутрь). Башни главного калибра имели толщину броневых плит в 305-мм на нижнем ярусе и 152-мм на верхнем: барбеты имели толщину от 190 до 254 мм.
Горизонтальная защита обеспечивалась плоской броневой палубой толщиной 39 мм (62,5-фунтовой) поверх главного пояса. Вне цитадели была 76 мм карапасная палуба.

### Силовая установка
Корабли приводились в движение двумя паровыми машинами общей мощностью в 19 000 л. с. «Виржиния» и «Джорджия» первоначально получили 24 котла Никлосса. Остальные имели двенадцать котлов Бабкок и Вилкокс, которые обеспечивали достаточное давление пара для достижения максимальной (форсированной) скорости в 19 узлов. Дальность на ходу 10 узлов должна была составить 3825 миль при нормальном и 5500 миль при полном запасе угля. Нормальный запас угля составлял 900 дл. тонн, полный — 1955 дл. тонн.
После модернизации «Вирджиния» получила двенадцать котлов Бэбкок-Уилкокс. В войну на «Джорджии» 24 котла Никлосса то же заменили на двенадцать котлов «Бабкок и Вилкокс».

#### Дальность хода и манёвренность
При полном запасе угля броненосцы с котлам Никлосса имели дальность 3825 морских миль на ходу 10 узлов (18,5 км/ч), «Небраска» — 5950, остальные — 4860. «Нью Вирджиния» имела тактический диаметр на ходу 12 узлов 478 ярдов при развороте правым бортом и 455 ярдов — левым.

## Оценка проекта
Броненосцы типа «Вирджиния» были технической ошибкой. Хотя они имели мощную и хорошо продуманную систему бронирования, а их скорость и мореходность не вызывали нареканий, всё же броненосцы данного типа из-за главного их недостатка — двухъярусных орудийных башен, оказались технически тупиковым направлением, хотя их башни были сконструированы значительно лучше, чем прежние на «Кирсейджах». Кроме того дальность хода была недостаточна для действий в Тихом океане. Котлы Никосса приобрели окончательную репутацию «пожирателей угля».
С вступлением в строй пяти броненосцев типа «Вирджиния» американский флот, наконец, обзавёлся мощной, однородной эскадрой, способной действовать в любой части земного шара. Американские верфи работали не плохо, и все пять кораблей были введены в строй в 1906—1907 году — через 4 года после закладки — появление британского «Дредноута» автоматически сделало их морально устаревшими ещё до ввода в строй. К Первой мировой войне эти линкоры, не прослужив и восьми лет, были переведены на второстепенные позиции эскортных, учебных кораблей и даже транспортов.